# Assiminea infirma
Assiminea infirma е вид охлюв от семейство Assimineidae. Видът е уязвим и сериозно застрашен от изчезване.

## Разпространение
Разпространен е в САЩ.